# Saint-Rémy (Côte-d’Or)
Saint-Rémy település Franciaországban, Côte-d’Or megyében. Lakosainak száma 678 fő (2022. január 1.). Saint-Rémy Arrans, Buffon, Montbard, Quincerot és Quincy-le-Vicomte községekkel határos.

## Népesség
A település népessége az elmúlt években az alábbi módon változott:
| Lakosok száma | 841  | 883  | 884  | 811  | 742  | 713  | 702  | 691  | 688  | 678  |
|               | 1968 | 1982 | 1990 | 2006 | 2013 | 2015 | 2017 | 2019 | 2020 | 2022 |